# Орлан-долгохвост

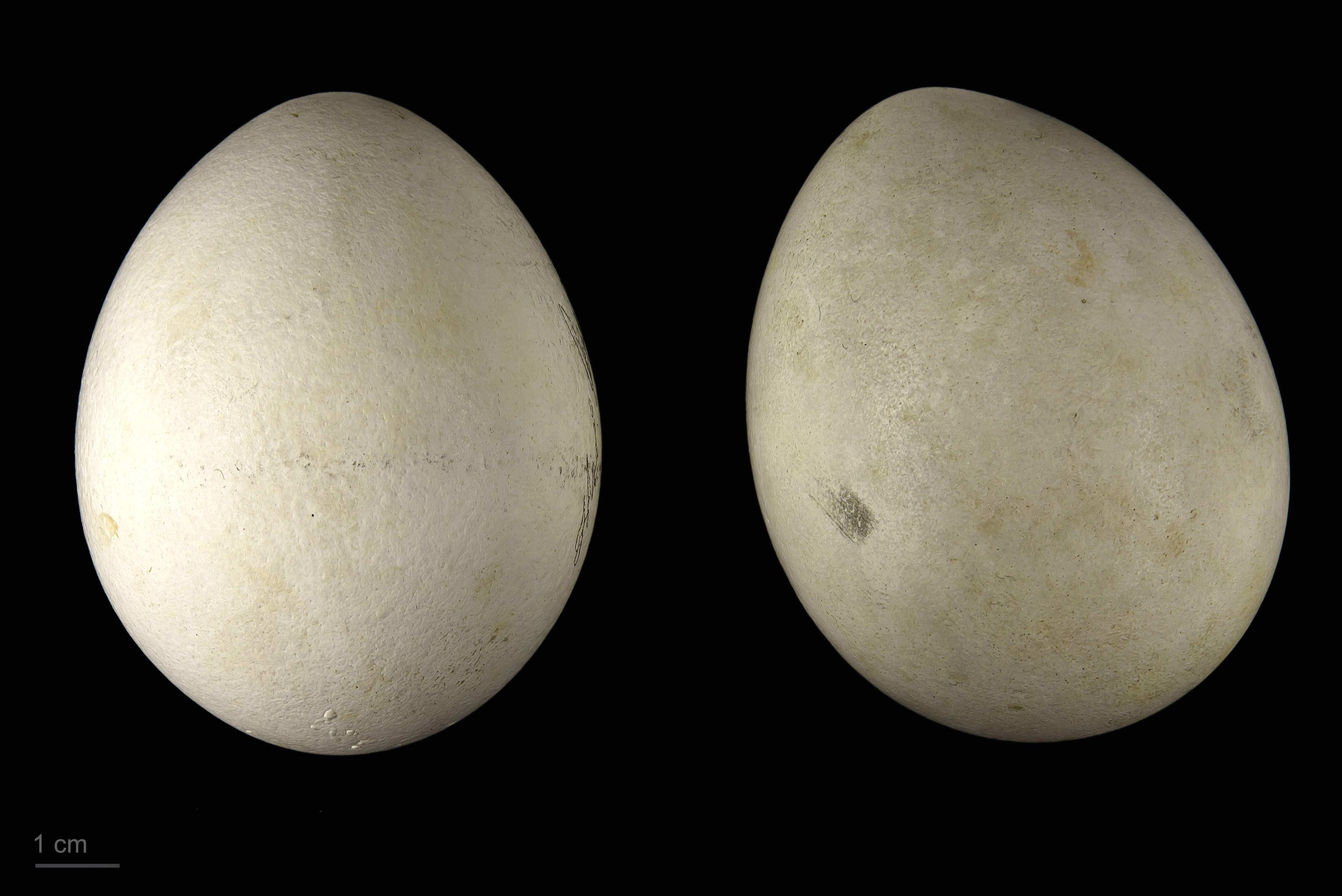
яйцо Haliaeetus leucoryphus — Тулузский музей

Орлан-долгохвост (лат. Haliaeetus leucoryphus) — вид крупных мигрирующих хищных птиц из семейства ястребиных (Accipitridae). Подвидов не выделяют. Питаются пресноводной рыбой, а также птицами, млекопитающими и падалью.

## Распространение
Встречается в Центральной Азии, между Каспийским морем и Жёлтым морем, от Казахстана и Монголии до Гималайских гор, Пакистана, Индии и Бангладеш. Частично мигрируют; центральноазиатские и южноазиатские птицы зимуют в северной Индии, а западные — в Персидском заливе.

## Описание
Орлан-долгохвост достигает длины 72—84 см; размах крыльев 180—215 см. Масса самок варьирует от 2,1 до 3,7 кг, самцов — от 2,0 до 3,3 кг. Имеет ярко-коричневый капюшон и белое лицо, тёмно-бурые крылья и рыжую спину. Хвост чёрный с характерной средней белой полосой. Молодые птицы полностью тёмные и без полосы на хвосте.